# Gabrielle Dennis
Gabrielle Dennis (Cincinnati, 19 ottobre 1981) è un'attrice e comica statunitense.
Molto conosciuta per il suo ruolo di "Pippy" nella serie tv Rosewood insieme a Morris Chestnut e per le serie tv statunitensi The Game, in cui interpreta Janay, e Blue Mountain State, dove interpreta Denise Roy. È presente nella seconda stagione di Luke Cage.

## Biografia
Sin da bambina sogna e si allena per diventare ballerina, attrice e cantante. All'età di 4 anni i suoi piani di diventare ballerina a New York si interrompono quando riceve un'opportunità di lavorare ad un noto show televisivo per bambini. A seguito di quest'opportunità prende la decisione di abbandonare una borsa di studio all'Ohio State in cambio di una formazione presso l'Università Howard, dove studia la produzione e teatro per la TV.
Attualmente vive a Los Angeles, dove ha avuto l'opportunità di sfruttare tutta la sua formazione per diventare un'attrice in carriera. Inoltre, Gabrielle si distingue nelle commedia, scrive e esegue una commedia di sketch e sta diventando una sceneggiatrice/produttrice.
Il suo primo progetto come scrittrice e produttrice è stato il cortometraggio A Super Secret, che ha ottenuto diversi encomi. Gabrielle è stato una delle produttrici di Call Me King e recentemente ha partecipato alla produzione di My First Love dove è stata protagonista e produttore esecutivo.

## Filmografia

### Cinema
- He Can Get It, regia di Eric T. Rice (2004)
- The Wickeds, regia di John Poague (2005)
- Drifter, regia di Roel Reiné (2008)
- After School, regia di Walter Powell e Cliff Reed (2008)
- TiMER, regia di Jac Schaeffer (2009)
- Ragazze nel pallone - Lotta finale (Bring It On: Fight to the Finish), regia di Bille Woodruff (2009)
- Un microfono per due (The Marc Pease Experience), regia di Todd Louiso (2009)
- The Janky Promoters, regia di Marcus Raboy (2009)
- Politics of Love, regia di William Dear (2011)
- He's Mine Not Yours, regia di Roger Melvin (2011)
- Back Then, regia di Danielle L. Ross (2012)
- Reporting Live, regia di Ryan Ball, Ted Endres e Jerrold Ridenour (2013)
- Black Coffee, regia di Mark Harris (2014)
- My First Love, regia di Mark Harris (2015)
- Call Me King, regia di R.L. Scott (2017)
- Il viaggio delle ragazze (Girls Trip), regia di Malcolm D. Lee (2017)
- Madea: il ritorno (A Madea Homecoming), regia di Tyler Perry (2022)
- Wendell & Wild, regia di Henry Selick (2022) – voce

### Televisione
- Una mamma per Natale (A Mom for Christmas), regia di George Miller – film TV (1990)
- Teen Summit – serie TV (1989-2002)
- Ballin – serie TV, (2005)
- The Underground – serie TV, 11 episodi (2006)
- I maghi di Waverly (Wizards of Waverly Place) – serie TV, episodio 1x20 (2008)
- My Name Is Earl – serie TV, episodio 4x06 (2008)
- The Game – serie TV, 21 episodi (2008-2012)
- Southland – serie TV, episodio 2x04 (2010)
- Blue Mountain State – serie TV, 13 episodi (2010)
- Franklin & Bash – serie TV, episodio 2x07 (2012)
- Justified – serie TV, episodi 5x02-5x03 (2014)
- Baby Daddy – serie TV, episodio 3x16 (2014)
- Bones – serie TV, episodio 10x11 (2015)
- Rosewood – serie TV, 44 episodi (2015-2017)
- Lady Dynamite – serie TV, episodio 2x05 (2017)
- Insecure – serie TV, episodi 2x03-2x07-3x06 (2017-2018)
- Luke Cage – serie TV, 10 episodi (2018)
- S.W.A.T. – serie TV, 6 episodi (2018-2019)
- Rel – serie TV, episodio 1x12 (2019)
- A Black Lady Sketch Show – serie TV, 22 episodi (2019-2023)
- The Upshaws – serie TV, 11 episodi (2021-2024)
- All American – serie TV, episodio 5x04 (2022)
- Il premio del destino (The Big Door Prize) – serie TV, 20 episodi (2023-2024)

## Doppiatrici italiane
- Perla Liberatori in Ragazze nel pallone - Lotta finale, Rosewood
- Paola Della Pasqua in Un microfono per due
- Connie Bismuto in Blue Mountain State
- Emanuela D'Amico in Luke Cage
- Sabrina Duranti in Madea: il ritorno
- Laura Lenghi in Wendell & Wild